# Pręgierz w Lwówku Śląskim

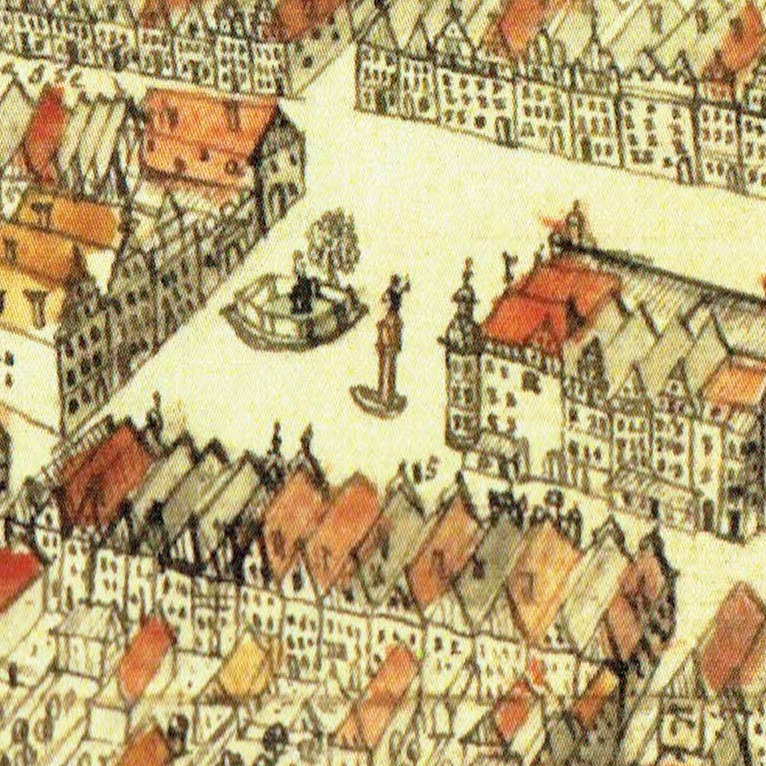
Pręgierz w Lwówku Śląskim na rycinie Friedricha Bernharda Wernera z I poł. XVIII wieku

Pręgierz w Lwówku Śląskim – dawny słup hańby usytuowany na Dolnym Rynku w Lwówku Śląskim, pełniący przez kilka stuleci funkcję miejsca wykonywania kar publicznych. Obiekt ten, uznawany za symbol wymiaru sprawiedliwości miejskiej, zyskał status lokalnego zabytku i jest istotnym elementem dziedzictwa kulturowego regionu. Choć jego oryginalna forma została zniszczona, do dziś trwają debaty nad identyfikacją zachowanych fragmentów i próbą jego rekonstrukcji.

## Historia

### Początki
Według niepewnych zapisków, pierwszy pręgierz – jeszcze w formie drewnianego słupa – miał zostać wzniesiony na Dolnym Rynku już w 1166 roku, na długo przed lokacją miasta (1217). Potwierdzenie jego funkcjonowania pojawia się w źródłach z 1241 roku, kiedy to do tzw. „słupa hańby” przywiązano Michała z Dworka, skazanego za przestępstwo przeciwko młodej dziewczynie. Po upokorzeniu publicznym, wykonano na nim wyrok śmierci.

### XVI–XVIII wiek
W pierwszej połowie XVI wieku na Dolnym Rynku ustawiono kamienny pręgierz. Obiekt ten stał się miejscem wykonywania kar chłosty, piętnowania, a także ogłaszania wyroków relegacyjnych. Przykładowe udokumentowane przypadki obejmują:
- 1531 – chłosta Kacpra Hüttlera za oszustwa przy sprzedaży zboża;
- 1562 – obcięcie ucha żonie szewca Adama Körnera za zdradę małżeńską[5];
- 1583 – pozbawienie ucha i wypędzenie z miasta Róży Wetzold za złamanie ślubów wierności;
- 1720 – uroczyste wygnanie Sabiny Güttlerin z przysięgą składaną na miecz kata.

W 1577 roku we Lwówku Śląskim miejscowy kuśnierz zdjął kapelusz przed katem, a także zaprosił go na ślub. W następstwie tego utracił możliwość wykonywania zawodu i został uznany za osobę niehonorową. Pręgierz był również świadkiem bardziej symbolicznych wydarzeń. 30 marca 1627 roku żołnierz ze Szwecji zastrzelił figurę kata zdobiącą zwieńczenie słupa. Nową rzeźbę osadzono uroczyście we wrześniu tego samego roku.

### Likwidacja
3 maja 1760 roku, podczas wojny siedmioletniej, generał wojsk pruskich Henryk de la Motte-Fouqué rozkazał rozebranie pręgierza, ponieważ przeszkadzał on wojsku w organizacji musztry i parad na rynku. Tym samym zakończyła się jego funkcja jako urządzenia jurysdykcyjnego.

## Współczesność i kontrowersje

### Renesansowa kolumna
W latach 60. i 70. XX wieku odnaleziono kolumnę z renesansu, z otworami mogącymi świadczyć o mocowaniu obręczy na ręce lub szyję skazańców. Początkowo przechowywana w Baszcie Bramy Lubańskiej, potem w magazynie Zakładu Budżetowego Gospodarki Komunalnej i Mieszkaniowej, ostatecznie trafiła do Wielkiej Sieni lwóweckiego ratusza. W 2004 roku została tam wystawiona jako domniemany fragment dawnego pręgierza.

### Próba rekonstrukcji
W latach 2010–2020 rozpoczęto działania mające na celu przywrócenie pręgierza na Dolnym Rynku. 12 grudnia 2019 r. lwówecki pręgierz powrócił na rynek w północno-wschodniej części, gdzie ustawiono kolumnę, którą lokalne władze nazwały „pręgierzem”, jednak zakwestionował to Wojewódzki Urząd Ochrony Zabytków, wskazując, że obiekt ten to prawdopodobnie międzyokienna kolumna renesansowa z jednej z wyburzonych kamienic.
W czerwcu 2023 roku, po publicznej krytyce i ekspertyzach, władze Lwówka Śląskiego zobowiązały się do umieszczenia stosownej informacji na tablicy przy obiekcie – wskazując, że jest to tylko element tymczasowy, symboliczny, a docelowo ma powstać rekonstrukcja autentycznego pręgierza według ikonografii i źródeł historycznych.

## Wygląd oryginalnego pręgierza
Zgodnie z rycinami z XVIII wieku oraz opisami z Biblioteki Uniwersyteckiej we Wrocławiu:
- Kolumna była prosta, niezdobiona, z lekkim zwężeniem ku górze;
- Posiadała okucia do mocowania skazanych – obręcze na szyję, ręce i nogi;
- Ustawiona była na dwustopniowym podwyższeniu z kamiennych płyt;
- Zwieńczona była figurką kata z mieczem i pękiem rózg – symbolami kary chłosty i egzekucji[13].

## Znaczenie
Pręgierz w Lwówku Śląskim, choć dziś nieistniejący w swojej oryginalnej formie, pozostaje wraz z pręgierzem w Lubomierzu jednym z najbardziej rozpoznawalnych symboli dawnego systemu sprawiedliwości w regionie. Jest również przedmiotem debat historycznych i obywatelskich dotyczących autentyczności lokalnych rekonstrukcji.